# Homoglaea
Homoglaea là một chi bướm đêm thuộc họ Noctuidae.

## Các loài
- Homoglaea californica (Smith, 1891)
- Homoglaea carbonaria (Harvey, 1876)
- Homoglaea dives Smith, 1907
- Homoglaea hircina Morrison, 1876
- Homoglaea variegata Barnes & McDunnough, 1918